# Tout pour moi
Singles de Clara Luciani
Tout le monde (sauf toi)
(2023) Courage
(2025)
Pistes de Mon sang
Cette vie
(1) Mon sang
(3)
Tout pour moi est le premier single extrait de l'album Mon sang sorti le 20 septembre 2024 avec Romance.
Cette chanson marque le retour en force de la chanteuse après trois ans d'absence de la scène musicale et fait l'éloge son nouveau-né.

## Contexte et composition
La composition de la chanson commence pendant la grossesse de l'artiste et a pour thème l'amour maternel: « Ces chansons ont été écrites avant que je sois mère, mais je ressentais déjà cette vague d'amour qui m'attendait. »
Le refrain en est l'exemple même:

« T'es mon Amérique, t'es mon cinéma,
mon rollercoaster, mon Alléluia.
T'es de la dynamite dans mon calme plat,
avant toi je n'existais presque pas. »

Ce titre a même failli ne jamais être publié car il devait finir à la base dans un dossier corbeille avant qu'il ne soit sauvé par Pierrick Devin, un des producteurs de cette chanson et de l'album. Ambroise Willaume (Sage) évoque cet épisode:

« Nous savions que le temps était compté, mais c'est vrai que dans la première sélection, «Tout pour moi» était dans le dossier corbeille. [..] Quand j'ai réécouté la maquette, il fallait réussir à se projeter. »

## Clip vidéo
Le clip de Tout pour moi sort aussi le 20 septembre 2024; il est réalisé par  Hans Neumann. On y voit Clara Luciani, épanouie, danser sous la pluie, dans le décor d'un bar aux allures rétro années 50 et même en robe de mariée, le ventre rond, entourée de chèvres naines.

## Liste des pistes
| 1. | Tout pour moi | Clara Luciani | 3:34 |
| 2. | Romance       | Clara Luciani | 3:10 |

## Crédits
- Écrit par Clara Luciani
- Composé par Clara Luciani et Sage
- Produit par Sage, Pierrick Devin, Max Baby
- Basse: Laurent Vernerey
- Batterie: Vincent Taeger
- Claviers, percussions: Max Baby
- Guitare: Max Baby
- Piano, claviers: Sage
- Cordes: Camille Borsarello, Hugues Borsarello, Alice Bourlier, Maïa Collette, Marion Delorme, Alexis Derouin, Benjamin Ducasse, Sophie Durteste, Lison Favard, Pavel Guerchovitch, Christelle Lassort, Barbara Le Liepvre, Anne-Sophie Libra, Thibaut Maudry, Laure Simonin, Elsa Seger, Mathilde Sternat, Léa Vandenhelsken, Camille Verhoeven, François Villevieille
- Arrangements des cordes: Sage, Pierrick Devin

## Classements

### Classements hebdomadaires
| Classement (2024)                       | Meilleure position |
| --------------------------------------- | ------------------ |
| Belgique (Wallonie Ultratop 50 Singles) | 21                 |
| France (SNEP)                           | 94                 |

### Certifications
| Pays   | Organisme | Certification | Seuil                            |
| ------ | --------- | ------------- | -------------------------------- |
| France | SNEP      | Or            | 15 millions d'équivalent streams |

## Historique de sortie
| Pays   | Date              | Format                                | Label           |
| ------ | ----------------- | ------------------------------------- | --------------- |
| France | 20 septembre 2024 | Téléchargement, streaming, Clip vidéo | Romance Musique |